# Simone Inzaghi
Simone Inzaghi, italijanski nogometaš in trener, * 5. april 1976, Piacenza, Italija.
Inzaghi je nekdanji nogometni napadalec, bolj znan pa je kot brat Filippa Inzaghija. Preden je prvič nastopil v Serie A je igral v Serie C, kjer je nastopal v dresu Piacenze. Kasneje je prestopil v Lazio, njegova kariera v Rimu pa je zaznamovana s številnimi poškodbami. Trenutno vodi ekipo Interja iz Milana. 